# Nashville Stars
I Nashville Stars sono stati una franchigia di pallacanestro della World Basketball League, con sede a Nashville, nel Tennessee, attivi tra il 1988 e il 1990.
Nacquero come Las Vegas Silver Streaks nel 1988 a Las Vegas. Dopo tre stagioni con la vittoria del titolo nel 1988, si trasferirono A Nashville, nel Tennessee, assumendo la denominazione di Nashville Stars. Scomparvero dopo la stagione 1991.

## Stagioni
| Stagione | Lega | Denominazione            | V  | P  | %    | Piazzamento | Play-off   |
| -------- | ---- | ------------------------ | -- | -- | ---- | ----------- | ---------- |
| 1988     | WBL  | Las Vegas Silver Streaks | 32 | 22 | 59,3 | 2º          | Campioni   |
| 1989     | WBL  | Las Vegas Silver Streaks | 26 | 18 | 59,1 | 4º          | Semifinale |
| 1990     | WBL  | Las Vegas Silver Streaks | 32 | 14 | 69,6 | 2º          | Semifinale |
| 1991     | WBL  | Nashville Stars          | 23 | 28 | 45,1 | 4º          | -          |